# Чемпионат мира по шорт-треку 2002
Чемпионат мира по шорт-треку 2002 года проходил 5-7 апреля в Монреале (Канада).

## Общий медальный зачёт
| Место | Страна           | Золото | Серебро | Бронза | Всего |
| ----- | ---------------- | ------ | ------- | ------ | ----- |
| 1     | Республика Корея | 6      | 5       | 0      | 11    |
| 2     | Китай            | 4      | 1       | 2      | 7     |
| 3     | Канада           | 0      | 2       | 3      | 5     |
| 4     | Болгария         | 0      | 1       | 2      | 3     |
| 5     | Италия           | 0      | 1       | 1      | 2     |
| 6     | США              | 0      | 0       | 2      | 2     |

## Медалисты
За первое место в дисциплине начислялось 34 очка, за второе — 21 очко, за третье — 13 очков, за четвёртое — 8 очков, за пятое — 5 очков, за шестое — 3 очка, за седьмое — 2 очка и за восьмое — 1 очко; очки начислялись лишь спортсменам, принявшим участие в финальных соревнованиях по соответствующей дисциплине. Затем очки складывались, и так определялся победитель в многоборье; эстафеты для определения победителей в многоборье не учитывались.

### Мужчины
| Дисциплина | Золото                                       | Серебро                                                                           | Бронза                                           |
| ---------- | -------------------------------------------- | --------------------------------------------------------------------------------- | ------------------------------------------------ |
| Многоборье | Ким Дон Сун                                  | Ан Хен Су                                                                         | Фабио Карта                                      |
| 500 м      | Ким Дон Сун                                  | Фабио Карта                                                                       | Рон Бьондо                                       |
| 1000 м     | Ким Дон Сун                                  | Ан Хен Су                                                                         | Эрик Бедар                                       |
| 1500 м     | Ким Дон Сун                                  | Джонатан Гильметт                                                                 | Расти Смит                                       |
| 3000 м     | Ким Дон Сун                                  | Ан Хен Су                                                                         | Фабио Карта                                      |
| Эстафета   | Ан Хен Су Ким Дон Сун Ан Джун Хён Ли Сын Джэ | Эрик Бедар Джонатан Гильметт Жан-Франсуа Монетт Франсуа-Луи Трамбле Матье Тюркотт | Китай · Го Вэй · Ли Хаонань · Ли Цзяцзюнь · Ли Е |

### Женщины
| Дисциплина | Золото                                                    | Серебро                                               | Бронза                                                             |
| ---------- | --------------------------------------------------------- | ----------------------------------------------------- | ------------------------------------------------------------------ |
| Многоборье | Ян Ян (A)                                                 | Ко Ги Хён                                             | Евгения Раданова                                                   |
| 500 м      | Ян Ян (A)                                                 | Евгения Раданова                                      | Ван Чуньлу                                                         |
| 1000 м     | Ян Ян (A)                                                 | Ко Ги Хён                                             | Евгения Раданова                                                   |
| 1500 м     | Ян Ян (A)                                                 | Ко Ги Хён                                             | Амели Гуле-Надон                                                   |
| 3000 м     | Чхве Ын Гён                                               | Евгения Раданова                                      | Ко Ги Хён                                                          |
| Эстафета   | Ко Ги Хён Пак Хе Вон Чхве Ын Гён Чхве Мин Гён Чу Мин Джин | Китай · Ян Ян (A) · Лю Сяоин · Ван Чуньлу · Фу Тяньюй | Энни Перро Мари-Эв Дроле Таня Висент Амели Гуле-Надон Аланна Краус |